# Glyphodes minimalis
Glyphodes minimalis là một loài bướm đêm trong họ Crambidae.